# Војвода Спиро Црне (ТВ филм)
„Војвода Спиро Црне” је југословенски и македонски ТВ филм из 1976. године који је режирао Димитре Османли.

## Улоге
| Глумац             | Улога     |
| ------------------ | --------- |
| Мери Бошкова       |           |
| Вукан Диневски     |           |
| Илија Џувалековски |           |
| Ацо Јовановски     |           |
| Божо Софрониевски  | Свештеник |
| Владимир Светиев   |           |